# Arne Schumann
Arne Schumann ist ein deutscher Filmkomponist und Musiker.

## Leben
2001 lernte Schumann bei den Aufnahmen zum Album Herzblut der Band Subway to Sally Josef Bach kennen, mit dem er 2003 die Firma Schumann & Bach gründete. 2005 war Schumann gemeinsam mit Till Brönner und Bach in der Kategorie „Beste Filmmusik“ für den Deutschen Filmpreis nominiert.

## Filmografie (Auswahl)
- 2014: Die Einsamkeit des Killers vor dem Schuss
- 2015: Der Nanny
- 2017–2018: You Are Wanted
- 2018: 100 Dinge
- 2021: Hannes
- 2022: Oskars Kleid
- 2022: Over & Out
- 2023: Caveman
- 2024: Servus, Euer Ehren – Endlich Richterin (Fernsehfilm)